# 喀里多尼亞 (密蘇里州)
喀里多尼亞（英語：Caledonia）是位於美國密蘇里州華盛頓縣的村。

## 人口
根據2020年美國人口普查的數據，喀里多尼亞的面積為0.42平方千米，皆為陸地。當地共有人口131人，而人口密度為每平方千米312人。